# Ascyssa coralloides
Ascyssa coralloides är en svampdjursart som först beskrevs av Ernst Haeckel 1870.  Ascyssa coralloides ingår i släktet Ascyssa och familjen Leucosoleniidae. Inga underarter finns listade i Catalogue of Life.